# Pseudophasmatidae
Pseudophasmatidae vormen een familie in de orde van de wandelende takken. De wetenschappelijke naam van deze familie is voor het eerst voorgesteld door James Abram Garfield Rehn in een publicatie uit 1904.

## Onderverdeling in geslachten

### Onderfamilie PseudophasmatinaeRehn, 1904

#### Tribus AnisomorphiniRedtenbacher, 1906
- Anisomorpha Gray, 1835
- Atratomorpha Conle & Hennemann, 2002
- Autolyca Stål, 1875
- Columbiophasma Conle & Hennemann, 2002
- Decidia Stål, 1875
- Malacomorpha Rehn, 1906
- Monticomorpha Conle & Hennemann, 2002
- Ornatomorpha Conle, Hennemann & Gutiérrez, 2011
- Peruphasma Conle & Hennemann, 2002
- Pteranisomorpha Zompro, 2004
- Urucumania Zompro, 2004

#### Tribus ParaprisopodiniZompro, 2004
- Paraprisopus Redtenbacher, 1906

#### Tribus PseudophasmatiniKirby, 1904
- Ignacia Rehn, 1904
- Nubilophasma Murcia & Cadena-Castañeda, 2023
- Paranisomorpha Redtenbacher, 1906
- Pseudophasma Kirby, 1896
- Tithonophasma Zompro, 2004

### Onderfamilie StratocleinaeGünther, 1953

#### Tribus StratocleiniGünther, 1953
- Agrostia Redtenbacher, 1906
- Anisa Redtenbacher, 1906
- Antherice Redtenbacher, 1906
- Anthericonia Zompro, 2004
- Brizoides Redtenbacher, 1906
- Cesaphasma Koçak & Kemal, 2010
- Ecuadoriphasma Chiquetto-Machado & Cancello, 2021
- Eucles Redtenbacher, 1906
- Euphasma Redtenbacher, 1906
- Holca Redtenbacher, 1906
- Olcyphides Griffini, 1899
- Paraphasma Redtenbacher, 1906
- Parastratocles Redtenbacher, 1906
- Stratocles Stål, 1875
- Tenerella Redtenbacher, 1906

### Onderfamilie XerosomatinaeBradley & Galil, 1977

#### Tribus PrexaspiniZompro, 2004
- Isagoras Stål, 1875
- Metriophasma Uvarov, 1940
- Olinta Redtenbacher, 1906
- Paragrostia Conle, Hennemann, Bellanger, Lelong, Jourdan & Valero, 2020
- Periphloea Redtenbacher, 1906
- Prexaspes Stål, 1875

#### Tribus SetosiniZompro, 2004
- Setosa Redtenbacher, 1906

#### Tribus XerosomatiniBradley & Galil, 1977
- Acanthoclonia Stål, 1875
- Apteroxylus Bellanger, Jourdan & Lelong, 2012
- Creoxylus Audinet-Serville, 1838
- Mirophasma Redtenbacher, 1906
- Pachyphloea Redtenbacher, 1906
- Parobrimus Scudder, 1896
- Xera Redtenbacher, 1906
- Xerosoma Audinet-Serville, 1831
- Xylospinodes Zompro, 2004